# Jana Veselá
Jana Veselá (née le 31 décembre 1983 à Prague) est une joueuse tchèque de basket-ball, évoluant au poste d'ailière, intérieure.

## Biographie
Lors de la saison 2013-2014, Prague remporte le championnat et les play-offs en finissant la saison invaincu (41 victoires) et remporte de surcroît la Coupe de République tchèque.
Lors de la saison 2014-2015, Prague remporte l'Euroligue 72 à 68 face à l'UMMC Iekaterinbourg.

## Palmarès

### Sélection nationale
- Jeux olympiques d'été
  - 5e aux Jeux olympiques de 2004 à Athènes
- Championnat du monde de basket-ball féminin
  -  Médaille d'argent au Championnat du monde 2010[5]
  - 6e au Championnat du monde 2006 au Brésil
  - Championne du monde des moins de 21 ans en 2003
- championnat d'Europe
  -  Médaille d'or du Championnat d'Europe 2005 en Turquie

### Clubs
- Vainqueure de l'Euroligue 2012[6] et 2015[4]
- championne d'Espagne 2012
- Coupe de la République tchèque 2014[3]
- Championne de République tchèque 2014[3]